# Логаритмична таблица
Логаритмичната таблица е помагало за ръчно изчисление на произведения, частни и степени въз основа на свойствата на логаритмите.
Представляват таблици с предварително изчислени с определена точност стойности на логаритмите на поредица от числа. Например първата таблица на Хенри Бригс от 1617 година съдържа десетичните логаритми на всички цели числа в интервала 1 – 1000 с точност 14 цифри. Преди разпространението на електронните калкулатори логаритмичните таблици се използват широко за различни изчисления в науката и техниката и се публикуват като приложения в други книги или като самостоятелни издания.

## Вижте още
- Сметачна линия